# Manuela Maleeva
Manuela Maleeva (en cirílico búlgaro Мануела Малеева; Sofía, 14 de febrero de 1967) es una tenista búlgara retirada. Jugó en los torneos de la Asociación de Tenis Femenino (WTA) entre 1982 y 1994. Maleeva jugó también, en algunas ocasiones, representando a Suiza. Ganadora en doble mixtos del Abierto de los Estados Unidos (1984), 19 torneos individuales de la WTA y la medalla de bronce olímpica en 1988. 

## Biografía
Manuela nació en Sofía y fue la mayor de los cuatro hijos de Yulia Berberyan y Georgi Maleev. Su madre, quien integraba una familia de origen armenio que encontró refugio en Bulgaria tras la Masacre armenia de 1896 en el Imperio otomano, fue la mejor tenista búlgara de la década de 1960. Tras su retirada, Berberyan comenzó a entrenar a sus tres hijas, Manuela, Katerina y Magdalena, llegando las tres a ubicarse entre las 10 mejores del ranking de la WTA.
En 1982, Manuela Maleeva ganó el torneo junior de Roland Garros, para ingresar al profesionalismo poco después. En 1984, Maleeva ganó cinco torneos y registró victorias sobre Chris Evert, Hana Mandlíková, Helena Suková, Claudia Kohde-Kilsch, Wendy Turnbull, Kathy Jordan y Zina Garrison Jackson. Tras ganar el Torneo de Indianápolis, Maleeva alcanzó el tercer puesto en el ranking, permaneciendo en el top ten ininterrumpidamente hasta 1992. También en 1984, Maleeva ganó su único título de Grand Slam, el Abierto de los Estados Unidos, en la categoría de dobles mixtos, en pareja con el estadounidense Tom Gullikson.
En 1988, Manuela ganó la medalla de bronce en individuales en los Juegos Olímpicos de Seúl.
Entre 1992 y 1993, Manuela Maleeva logró sus mejores resultados en los torneos del Gran Slam, alcanzando las semifinales del abierto estadounidense en los dos años (en 1992 tras vencer a su hermana Magdalena). En 1994 se retiró del tenis profesional.
En doce años de carrera ganó 19 títulos de la WTA en categoría individual, cuatro títulos de dobles, y uno de dobles mixtos. En 1992, formando el dobles mixto con Jakob Hlasek, integró el equipo de Suiza que ganó la Copa Hopman. Jugando para Bulgaria, alcanzó dos veces la final de la Copa Federación (1985 y 1987).
Manuela se casó en 1987 con el tenista suizo Francois Fragniere. Vive cerca de Ginebra y tiene dos hijas y un hijo. Se divorció en 2004 y se trasladó a una localidad cercana a Lausana

## Torneos del Grand Slam

### Dobles mixtos

#### Títulos (1)
| Año  | Torneo  | Pareja        | Oponentes en la final            | Resultado     |
| 1984 | US Open | Tom Gullikson | Elizabeth Smylie John Fitzgerald | 2–6, 7–5, 6–4 |

## Torneos WTA (23; 19+4)

### Individuales

#### Títulos (19)
| Leyenda         |
| Tier I (1)      |
| Tier III (3)    |
| Tier IV & V (7) |
| Pre-Tier (8)    |

| No  | Fecha                    | Torneo                              | Superficie    | Oponente en final    | Resultado           |
| 1.  | 7 de mayo de 1984        | Lugano                              | Tierra batida | Iva Budařová         | 6–1, 6–1            |
| 2.  | 21 de mayo de 1984       | Roma                                | Tierra batida | Chris Evert          | 6–3, 6–3            |
| 3.  | 6 de agosto de 1984      | US Women's Clay Court Championships | Tierra batida | Lisa Bonder          | 6–4, 6–3            |
| 4.  | 12 de noviembre de 1984  | Lion's Cup                          | Moqueta (I)   | Hana Mandlíková      | 6–1, 1–6, 6–4       |
| 5.  | 10 de diciembre de 1984  | Tokio                               | Moqueta (I)   | Claudia Kohde-Kilsch | 6–0, 6–1            |
| 6.  | 9 de diciembre de 1985   | Tokio                               | Moqueta (I)   | Bonnie Gadusek       | 7–6(2), 3–6, 7–5    |
| 7.  | 30 de marzo de 1987      | WTA South Carolina                  | Tierra batida | Raffaella Reggi      | 5–7, 6–2, 6–3       |
| 8.  | 24 de agosto de 1987     | United Jersey Bank Classic          | Dura          | Sylvia Hanika        | 6–2, 6–2            |
| 9.  | 29 de febrero de 1988    | Virginia Slims of Kansas            | Dura (I)      | Sylvia Hanika        | 7–6(5), 7–5         |
| 10. | 12 de septiembre de 1988 | Virginia Slims of Arizona           | Dura          | Dinky Van Rensburg   | 6–3, 4–6, 6–2       |
| 11. | 12 de marzo de 1989      | Indian Wells                        | Dura          | Jenny Byrne          | 6–4, 6–1            |
| 12. | 28 de mayo de 1989       | Ginebra                             | Tierra batida | Conchita Martínez    | 6–4, 6–0            |
| 13. | 17 de febrero de 1991    | Linz                                | Moqueta (I)   | Petra Langrová       | 6–4, 7–6(1)         |
| 14. | 26 de mayo de 1991       | Ginebra                             | Tierra batida | Helen Kelesi         | 6–3, 3–6, 6–3       |
| 15. | 29 de septiembre de 1991 | Bayona                              | Moqueta (I)   | Leila Meskhi         | 4–6, 6–3, 6–4       |
| 16. | 4 de octubre de 1992     | Bayona                              | Moqueta (I)   | Nathalie Tauziat     | 6–7(4), 6–2, 6–3    |
| 17. | 28 de febrero de 1993    | Linz                                | Moqueta (I)   | Conchita Martínez    | 6–2, 1–0 y retirada |
| 18. | 10 de octubre de 1993    | Zúrich                              | Moqueta (I)   | Martina Navratilova  | 6–3, 7–6(1)         |
| 19. | 13 de febrero de 1994    | Osaka                               | Moqueta (I)   | Iva Majoli           | 6–1, 4–6, 7–5       |

#### Finalista (18)
| Leyenda         |
| Tier I (1)      |
| Tier II (0)     |
| Tier III (4)    |
| Tier IV & V (2) |
| Pre-Tier (11)   |

| No. | Fecha                    | Torneo           | Superficie    | Oponente en la final | Resultado        |
| 1.  | 5 de febrero de 1984     | Houston          | Moqueta (I)   | Hana Mandlíková      | 6–4, 6–2         |
| 2.  | 13 de enero de 1985      | Washington D. C. | Moqueta (I)   | Martina Navratilova  | 6–3, 6–2         |
| 3.  | 26 de mayo de 1985       | Lugano           | Tierra batida | Bonnie Gadusek       | 6–4, 6–2         |
| 4.  | 6 de junio de 1985       | Lion's Cup       | Moqueta (I)   | Chris Evert          | 7–5, 6–0         |
| 5.  | 27 de octubre de 1985    | Brighton         | Moqueta (I)   | Chris Evert          | 7–5, 6–3         |
| 6.  | 25 de mayo de 1986       | Lugano           | Tierra batida | Raffaella Reggi      | 5–7, 6–3, 7–6(6) |
| 7.  | 15 de junio de 1986      | Birmingham       | Hierba        | Pam Shriver          | 6–2, 7–6(0)      |
| 8.  | 14 de septiembre de 1986 | Tokio            | Moqueta (I)   | Steffi Graf          | 6–4, 6–2         |
| 9.  | 12 de abril de 1987      | Hilton Head      | Tierra batida | Steffi Graf          | 6–4, 6–1         |
| 10. | 24 de mayo de 1987       | Ginebra          | Tierra batida | Chris Evert          | 6–3, 4–6, 6–2    |
| 11. | 20 de septiembre de 1987 | Tokio            | Moqueta (I)   | Gabriela Sabatini    | 6–4, 7–6(6)      |
| 12. | 15 de octubre de 1988    | Zúrich           | Moqueta (I)   | Pam Shriver          | 6–3, 6–4         |
| 13. | 23 de octubre de 1988    | Brighton         | Moqueta (I)   | Steffi Graf          | 6–2, 6–0         |
| 14. | 18 de febrero de 1990    | Chicago          | Moqueta (I)   | Martina Navratilova  | 6–3, 6–2         |
| 15. | 1 de abril de 1990       | San Antonio      | Dura          | Monica Seles         | 6–4, 6–3         |
| 16. | 12 de agosto de 1990     | San Diego        | Dura          | Steffi Graf          | 6–3, 6–2         |
| 17. | 28 de abril de 1991      | Barcelona        | Tierra batida | Conchita Martínez    | 6–4, 6–1         |
| 18. | 12 de julio de 1992      | Kitzbühel        | Tierra batida | Conchita Martínez    | 6–0, 3–6, 6–2    |

#### Clasificación en torneos del Grand Slam
| Torneo               | 1994  | 1993  | 1992  | 1991  | 1990  | 1989  | 1988  | 1988  | 1986  | 1985  | 1984  | 1983  | 1982  | SR     |
| -------------------- | ----- | ----- | ----- | ----- | ----- | ----- | ----- | ----- | ----- | ----- | ----- | ----- | ----- | ------ |
| Abierto de Australia | CF    | 4R    | CF    | 2r    | A     | A     | A     | 4r    | NH    | CF    | A     | A     | 3r    | 0 / 7  |
| Roland Garros        | A     | 3r    | 3r    | 2r    | CF    | CF    | 3r    | CF    | 3r    | CF    | 4r    | 3r    | 2r    | 0 / 12 |
| Wimbledon            | A     | 3r    | 3r    | A     | 1r    | A     | 1r    | 2r    | 4r    | 4r    | CF    | 2r    | 2r    | 0 / 10 |
| US Open              | A     | SF    | SF    | 4r    | CF    | CF    | CF    | 4r    | CF    | 4r    | 1r    | 3r    | 3r    | 0 / 12 |
| SR                   | 0 / 1 | 0 / 4 | 0 / 4 | 0 / 3 | 0 / 3 | 0 / 2 | 0 / 3 | 0 / 4 | 0 / 3 | 0 / 4 | 0 / 3 | 0 / 3 | 0 / 4 | 0 / 41 |

NH = torneo no realizado; A = no participó en el torneo; SR = ratio de torneos de Grand Slam sobre el total jugados

### Dobles

#### Títulos (4)
| Leyenda         |
| --------------- |
| Tier II (1)     |
| Tier IV & V (1) |
| Pre-Tier (2)    |

| No. | Fecha                 | Torneo                                 | Superficie    | Pareja           | Oponentes en la final             | Resultado     |
| 1.  | 27 de julio de 1985   | US Women's Arcilla Court Championships | Tierra batida | Katerina Maleeva | Penny Barg Mager Paula Smith      | 3–6, 6–3, 6–4 |
| 2.  | 12 de julio de 1987   | Knokke-Heist                           | Tierra batida | Bettina Bunge    | Kathleen Horvath Marcella Mesker  | 4–6, 6–4, 6–4 |
| 3.  | 17 de febrero de 1991 | Linz                                   | Moqueta (I)   | Raffaella Reggi  | Petra Langrová Radka Zrubáková    | 6–4, 1–6, 6–3 |
| 4.  | 11 de abril de 1993   | Amelia Island                          | Tierra batida | Leila Meskhi     | Amanda Coetzer Ines Gorrochategui | 3–6, 6–3, 6–4 |

#### Finalista (7)
| Leyenda         |
| Tier II (2)     |
| Tier III (1)    |
| Tier IV & V (1) |
| Pre-Tier (3)    |

| No. | Fecha                    | Torneo            | Superficie    | Pareja            | Oponentes en la final                     | Resultado        |
| 1.  | 5 de mayo de 1985        | Houston           | Tierra batida | Helena Suková     | Elise Burgin Martina Navratilova          | 6–1, 3–6, 6–3    |
| 2.  | 14 de septiembre de 1986 | Tokio             | Moqueta (I)   | Katerina Maleeva  | Bettina Bunge Steffi Graf                 | 6–1, 6–7(4), 6–2 |
| 3.  | 20 de septiembre de 1987 | Tokio             | Moqueta (I)   | Katerina Maleeva  | Anne White Robin White                    | 6–1, 6–2         |
| 4.  | 26 de mayo de 1991       | Ginebra           | Tierra batida | Cathy Caverzasio  | Nicole Bradtke Elizabeth Sayers Smylie    | 6–1, 6–2         |
| 5.  | 14 de febrero de 1993    | Osaka             | Moqueta (I)   | Magdalena Maleeva | Jana Novotná Larisa Neiland               | 6–1, 6–3         |
| 6.  | 25 de abril de 1993      | Barcelona         | Tierra batida | Magdalena Maleeva | Conchita Martínez Arantxa Sánchez Vicario | 4–6, 6–1, 6–0    |
| 7.  | 1 de agosto de 1993      | Stratton Mountain | Dura          | Mercedes Paz      | Elizabeth Sayers Smylie Helena Suková     | 6–1, 6–2         |

### Copa Hopman
| Año  | Compañero    | Rivales                     | Resultado      |
| 1992 | Jakob Hsalek | Helena Sukova Karel Novacek | 2 partidos a 1 |